# Smithsonian (Metro de Washington)
Smithsonian es una estación en las líneas Azul, Plata y Naranja del Metro de Washington, administrada por la Autoridad de Tránsito del Área Metropolitana de Washington. La estación se encuentra localizada en 1200 Independence Avenue SW en Washington D. C.. La estación Smithsoniano fue inaugurada el 1 de julio de 1977. El nombre se debe a la ubicación de la estación en la zona de muchos de los museos de la Smithsonian Institution.

## Descripción
La estación Smithsonian cuenta con 2 plataformas laterales. La estación también cuenta con 2 espacios para bicicletas.

## Conexiones
La estación es abastecida por las siguientes conexiones de autobuses: 
- Rutas del MetroBus
 DC Circulator
MTA Maryland Commuter Bus
OmniRide Commuter